# Квинт Анхарий (претор 56 пр.н.е.)
Квинт Анхарий (на латински: Quintus Ancharius) е политик на Римската република през края на 1 век пр.н.е. Произлиза от фамилията Анхарии.
През 59 пр.н.е. той е народен трибун по време на консулата на Юлий Цезар и Бибул. В опозиция е на аграрния закон на Цезар (Julia agraria). През 56 пр.н.е. той е претор и помага на оптиматите. През 56 пр.н.е. e пропретор при Луций Пизон в провинция Македония. През 50 пр.н.е. в провинцията е последван от Тит Антисций.
Цезар го споменава в едно свое писмо.